# 葉春榮
葉春榮（1842年—？年），字爾生，安徽桐城縣人。同治五年二月籌餉事例分發四川省試用。

## 生平
- 咸豐十年五月，以試用縣丞辦團出力，著俟補缺後以知縣升用[3]
- 光緒元年（1875年），試用州吏目，光緒己亥恩科四川武鄉試紀箭官[4]
- 光緒七年（1881年），署順慶府鄰水縣知縣[5][6]
- 光緒九年三月（1883年），任綦江縣知縣[7]，丁憂開缺
- 光緒三十四年，驗放開縣知縣[8][9]，宣統三年開缺[10]
- 宣統二年三月，署大寧縣（今巫溪縣）知縣[11]